# Jehoszua Piasek

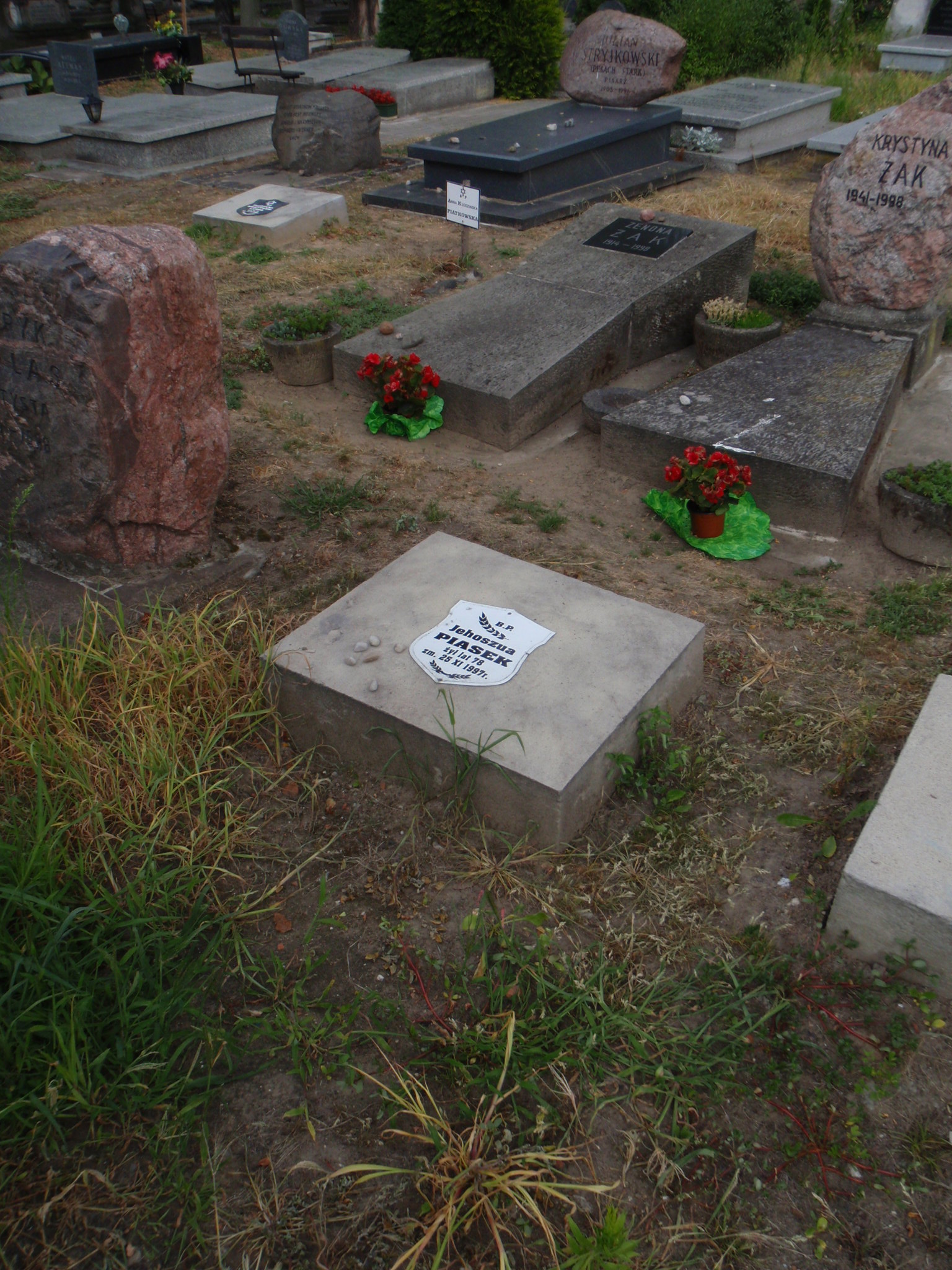
Grób Jehoszuy Piaska na cmentarzu żydowskim w Warszawie

Jehoszua Piasek (ur. 1919, zm. 25 listopada 1997 w Warszawie) – polski dziennikarz żydowskiego pochodzenia, wieloletni redaktor Fołks Sztyme i Słowa Żydowskiego.
Przed wojną redagował artykuły dla Klajne fołks-cajtung, wydawanego w języku jidysz. Podczas II wojny światowej przebywał w Związku Radzieckim. Jego rodzina, pozostała w okupowanej Polsce została zamordowana w obozie w Treblince. W 1946 jako repatriant wrócił do Polski i osiadł w Ząbkowicach Śląskich, gdzie pracował jako nauczyciel w żydowskiej szkole. Pod koniec lat 60. przeprowadził się do Warszawy, gdzie został zatrudniony na stanowisku redaktora tłumacza w Fołks Sztyme. Przez pewien czas piastował także stanowisko redaktora naczelnego.
Jako dziennikarz zajmował się propagowaniem kultury żydowskiej w Polsce oraz problemami ratowania od zagłady pamiątek kultury żydowskiej w Polsce. Zmarł w Warszawie. Pochowany został 28 listopada 1997 na cmentarzu żydowskim przy ulicy Okopowej (kwatera 2).